# موسى لين
موسى لين (بالإنجليزية: Moses Lane)‏ (17 فبراير 1895 في المملكة المتحدة - 14 يوليو 1949 في المملكة المتحدة) هو لاعب كرة قدم بريطاني (وحمل سابقاً جنسية المملكة المتحدة لبريطانيا العظمى وأيرلندا) في مركز الهجوم. لعب مع برمنغهام سيتي وديربي كاونتي ونادي والسول ونادي ووستر سيتي ونادي تلفورد يونايتد وBrierley Hill Alliance F.C. ‏ وDudley Town F.C. ‏ وWillenhall F.C. ‏.